# Cacasse à cul nu
La cacasse à cul nu est une préparation culinaire, un « plat du pauvre », qui a son origine dans les Ardennes. Il est à base de pommes de terre et d'oignons, cuits dans une cocotte frottée au lard. La cacasse a maintenant acquis une valeur symbolique, a été estampillée « Ardennes de France » et a été « culottée », c'est-à-dire qu'elle est désormais servie avec de la viande.

## Histoire
Il n'existe pas de documents attestant de l'origine géographique exacte et de la date d'apparition de ce plat. Il semblerait néanmoins que la cacasse ait été créée dans la vallée de la Meuse. C'est une nourriture liée à une économie en autarcie : les villageois vivent de leurs ressources, de leur potager, de leur cochon et de leur poulailler ; les villes ont des sources d'approvisionnement très proches. 
Le plat est cité par Gérard Gayot, dans son ouvrage La Révolution en Ardenne, de l'Argonne au Namurois, couvrant les années 1789-1792. Jacques Lambert, dans son ouvrage sur la campagne ardennaise au XIXe siècle et au début du XXe siècle évoque plus termes ardennais : « potée roussie », ou « roussade », ou « potée à cul nu », appelée encore « cacasse » ou « frigousse » : des pommes de terre cuisinées avec des oignons et, comme matière grasse, du saindoux. 
Agnès Paris évoque elle aussi la « cacasse » des habitants de Bogny-sur-Meuse, réservée aux jours d'opulence… pendant les années d'occupation de la Seconde Guerre mondiale. Elle précise que certains patrons des entreprises de métallurgie ne dédaignaient pas ces plats de cuisine ardennaise. Et, plus récemment, Françoise Branget, passant en revue les plats favoris de 176 élus de la République, n'oublie pas de citer « la cacasse à cul nu ».

## Description
La cacasse à cul nu est un plat typique et symbolique de la cuisine ardennaise. C'était à l’origine un plat simple et nourrissant, une fricassée de pommes de terre, cuites dans un roux, dans une cocotte en fonte, que les personnes les plus modestes consommaient quand la viande était inabordable.
« À cul nu » signifie l’absence de viande, la cocotte servant à la préparation étant uniquement frottée avec une barde de lard afin de parfumer les pommes de terre lors de la cuisson. 

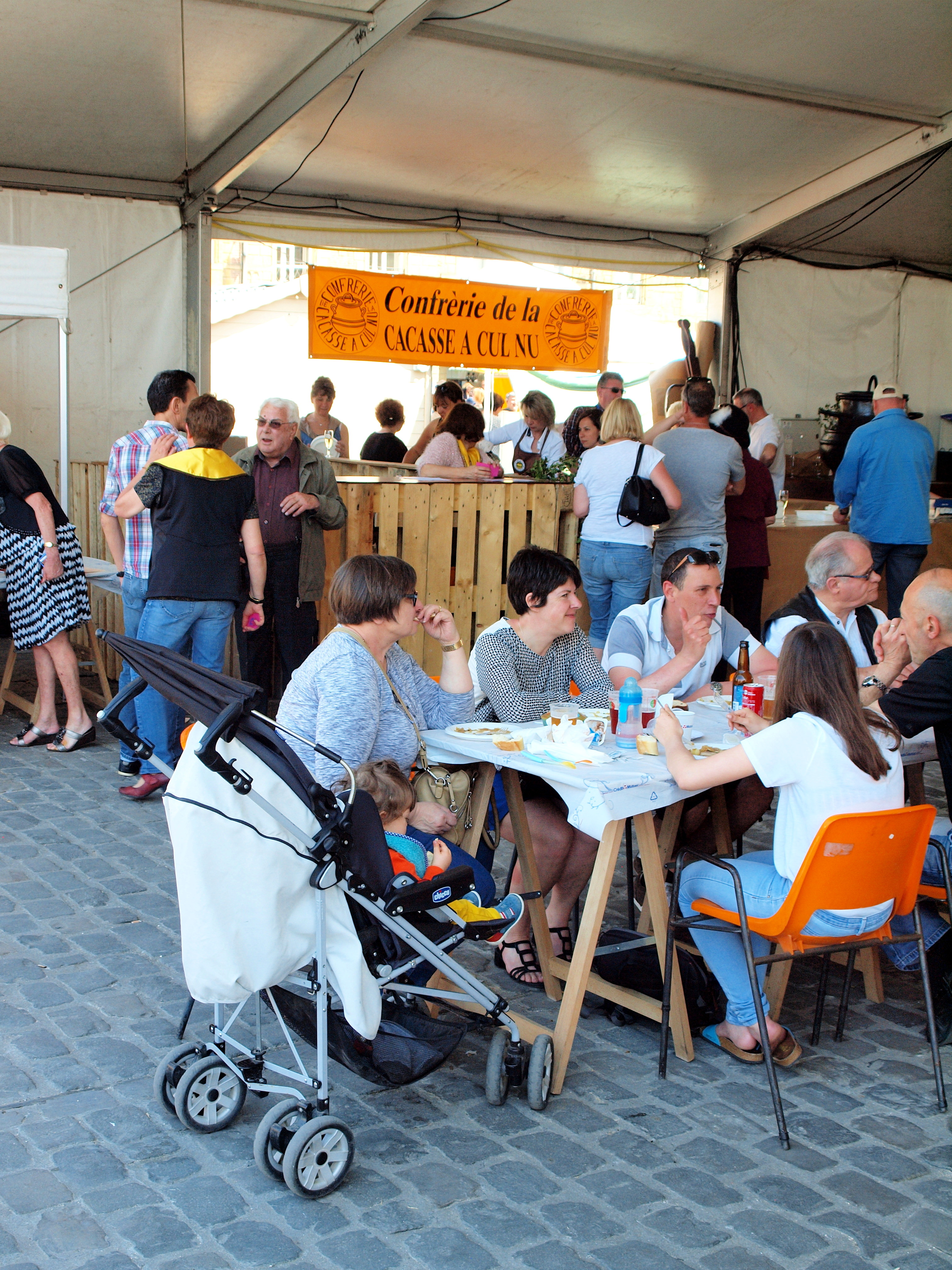
Stand de la confrèrie de la Cacasse à cul nu, lors du 13e festival des Confréries en Ardenne, à Charleville-Mézières, en mai 2016.

Depuis 2001, la confrérie de la Cacasse à cul nu a remis cette préparation rustique au goût du jour avec de la viande. « La cacasse se déguste désormais culottée », c’est-à-dire avec une saucisse fumée et des tranches de lard, mais diverses variantes personnelles existent. 
Le produit fait partie de la gamme « Ardennes de France ».